# جون غانون
جون غانون (بالإنجليزية: John Gagnon)‏ هو عالم اجتماع وعالم نفس وأستاذ جامعي أمريكي، ولد في 22 نوفمبر 1931 في فول ريفر في الولايات المتحدة، وتوفي في 11 فبراير 2016.